# Aljoscha Stadelmann
Aljoscha Stadelmann (* 1974 in Wuppertal) ist ein deutscher Schauspieler.

## Leben und Werdegang
Nach dem Abitur in Kassel arbeitete Stadelmann 1993 und 1994 als Regieassistent am Schauspielhaus Bochum. Danach studierte er bis 1997 Schauspiel an der Hochschule für Musik und Theater Hamburg. Von 1997 bis 1999 folgte ein Engagement am Schauspiel Leipzig, im Anschluss bis 2001 ein Engagement am Staatstheater Kassel. Ab dem Jahr 2001 spielte Stadelmann bis 2006 am Theater Basel, anschließend bis 2009 am Schauspiel Frankfurt, dann bis 2014 am Schauspiel Hannover. Danach war er festes Ensemblemitglied am Deutschen Schauspielhaus in Hamburg. Von 2017 bis 2019 gehörte er dem Berliner Ensemble an.
2010 übernahm er unter der Regie von Olivier Assayas in Carlos – Der Schakal die Rolle des deutschen Terroristen Wilfried Böse. 2014 arbeitete Stadelmann für Die Wolken von Sils Maria erneut mit Assayas zusammen.
Er hat zwei Kinder aus der Verbindung mit der Schauspielerin Johanna Bantzer.

## Auszeichnungen
- 2018: Deutscher Hörspielpreis der ARD für die beste schauspielerische Leistung in dem Hörspiel Alles Rumi von Radio Bremen
- 2020: Deutscher Fernsehkrimipreis als bester Darsteller für Das Gesetz sind wir (ZDF)

## Filmografie (Auswahl)
- 1995: Bella Block: Liebestod
- 1997: Bella Block: Geldgier
- 1998: Mein großer Freund (Fernsehfilm)
- 2001, 2012: Ein Fall für zwei (Fernsehserie, verschiedene Rollen, 2 Folgen)
- 2003: Medicopter 117 – Jedes Leben zählt (Fernsehserie, Folge Das Feuerwerk)
- 2004: SK Kölsch (Fernsehserie, Folge Elvis lebt)
- 2005: SOKO Köln (Fernsehserie, Folge Gegen die Uhr)
- 2006: Solo für Schwarz – Der Tod kommt zurück (Fernsehreihe)
- 2006: Als der Fremde kam (Fernsehfilm)
- 2007: Ein starkes Team – Unter Wölfen (Fernsehreihe)
- 2007: Tatort: Satisfaktion (Fernsehreihe)
- 2008: Schimanski: Schicht im Schacht (Fernsehreihe)
- 2008: Das Duo – Sterben statt erben (Fernsehreihe)
- 2008: Tatort: Brandmal
- 2008, 2013: Großstadtrevier (Fernsehserie, verschiedene Rollen, 2 Folgen)
- 2009: Die Wölfe (Fernsehdreiteiler, eine Folge)
- 2009: Der Dicke (Fernsehserie, Folge Falsches Spiel)
- 2010: Carlos – Der Schakal (Carlos)
- 2010: SOKO Leipzig (Fernsehserie, Folge Fehler im System)
- 2010: Die kommenden Tage
- 2011: Tatort: Der Weg ins Paradies
- 2011: Der ganz große Traum
- 2011: Über uns das All
- 2011: Schreie der Vergessenen
- 2011: Nachtschicht – Ein Mord zu viel (Fernsehreihe)
- 2011: Tatort: Altes Eisen
- 2012: Die Draufgänger (Fernsehserie, Folge Sweet Kid)
- 2012: Wilsberg: Halbstark (Fernsehreihe)
- 2013: Nachtschicht – Geld regiert die Welt
- 2013: Das kleine  Gespenst
- 2013: Tatort: Spiel auf Zeit
- 2014: Die Wolken von Sils Maria (Sils Maria)
- 2014: Mord in Aschberg (Fernsehreihe)
- 2014: Freiland
- 2014: Mord mit Aussicht (Fernsehserie, Folge Gulasch für den Geiselnehmer)
- 2014: Wir machen durch bis morgen früh
- 2014: Kripo Holstein – Mord und Meer (Fernsehserie, Folge Angst um Lars)
- seit 2015: Harter Brocken (Fernsehreihe)
  - 2015: Harter Brocken
  - 2017: Die Kronzeugin
  - 2017: Der Bankraub
  - 2019: Der Geheimcode
  - 2020: Die Fälscherin
  - 2021: Der Waffendeal
  - 2022: Das Überlebenstraining
  - 2023: Der Goldrausch
- 2015: Ostwind 2
- 2015: Die Maßnahme
- 2015: Vorstadtrocker
- 2016: Der Tel-Aviv-Krimi – Tod in Berlin (Fernsehreihe)
- 2016: Die Habenichtse
- 2016: Heldt (Fernsehserie, Folge Affentheater)
- 2017: Das deutsche Kind (Fernsehfilm)
- 2017: Tatort: Der Fall Holdt
- 2018: Bella Block: Am Abgrund
- 2018: Marie Brand und das Verhängnis der Liebe (Fernsehreihe)
- 2019: Tatort: Borowski und das Glück der Anderen (Fernsehreihe)
- 2020: Das Gesetz sind wir
- 2021: Fabian oder Der Gang vor die Hunde
- 2021: Ein Hauch von Amerika
- 2022: Friesland: Unter der Oberfläche
- 2022: Tatort: Liebeswut (Fernsehreihe)
- 2024: Zeit Verbrechen (Miniserie, Folge Dezember)
- 2024, 2025: Die Kanzlei (Fernsehserie, Folgen Spätfolgen, Wo die Liebe hinfällt, Falsche Wege)
- 2024: A Better Place (Fernsehserie)

## Theater (Auswahl)
- 2007:	Emilia Galotti (Schauspiel Frankfurt)
- 2008:	Ein Volksfeind (Schauspiel Frankfurt)
- 2008:	Amphitryon (Schauspiel Frankfurt)
- 2009: Othello (Schauspiel Frankfurt)
- 2009:	Der Kirschgarten (Staatstheater Hannover)
- 2010:	Ein Volksfeind (Staatstheater Hannover)
- 2010:	Alkestis (Staatstheater Hannover)
- 2010: Eszter Solymosi von Tiszaeszlár (Staatstheater Hannover)
- 2011: Don Juan (Staatstheater Hannover)
- 2011: Eine Verlobung in Santa Domingo oder my sweet Haiti (Staatstheater Hannover)
- 2012: Aus dem bürgerlichen Heldenleben (Staatstheater Hannover)
- 2012: Karoline und Kasimir (Staatstheater Hannover)[4]
- 2017: Les Misérables (Berliner Ensemble)
- 2018: Die verlorene Oper – Ruhrepos (Staatstheater Hannover)
- 2019: Galileo Galilei. Das Theater und die Pest (Berliner Ensemble)